# Vikram Malhotra
Vikram Malhotra (* 16. November 1989 in Mumbai) ist ein ehemaliger indischer Squashspieler.

## Karriere
Vikram Malhotra begann seine professionelle Karriere im Jahr 2015 und gewann bislang zwölf Turniere auf der PSA World Tour. Seine höchste Platzierung in der Weltrangliste erreichte er mit Rang 43 im August 2020. Mit der indischen Nationalmannschaft nahm er 2017 an den Weltmeisterschaften im Doppel und Mixed teil. Im Doppel schied er mit Mahesh Mangaonkar in der Gruppenphase aus, mit Joshna Chinappa erreichte er das Viertelfinale in der Mixedkonkurrenz. Im selben Jahr nahm er erstmals an den Asienmeisterschaften teil und erreichte das Viertelfinale. Er stand zudem im Kader bei der Mannschaftsweltmeisterschaft 2017.
Malhotra schloss 2012 ein Studium der Religionswissenschaften am Trinity College mit dem Bachelor ab. Parallel war er im College Squash aktiv und war nach Ende seines Studiums bis 2021 Assistenztrainer der Collegemannschaften. 2022 wurde er Cheftrainer der Mannschaft des Dartmouth College.

## Erfolge
- Gewonnene PSA-Titel: 12